# Les Tribulations de Balthasar Kober (film)
Pour plus de détails, voir Fiche technique et Distribution.
Les Tribulations de Balthasar Kober est un film franco-polonais réalisé par Wojciech Has, sorti en 1989.

## Fiche technique
- Titre : Les Tribulations de Balthasar Kober
- Titre original : Niezwykla podroz Baltazara Kobera
- Réalisation : Wojciech Has
- Scénario : Wojciech Has, d'après le roman de Frédérick Tristan (Les Tribulations héroïques de Balthasar Kober[1])
- Photographie : Grzegorz Kedzierski
- Montage : Wanda Zeman
- Musique : Zdzislaw Szostak
- Décors : Albina Baranska et Wojciech Tomasz Biernawski
- Costumes : Magdalena Biernawska et Maria Nowotny
- Son : Janusz Rosól
- Production : Jeck Films - La Sept Cinéma - P.P. Film Polski
- Pays d'origine :  Pologne |  France
- Langue : polonais
- Genre : drame
- Durée : 113 minutes
- Date de sortie : 
  - France : 1er février 1989

## Distribution
- Rafael Wieczynski : Balthasar Kober
- Michael Lonsdale : le maître
- Emmanuelle Riva : la mère
- Adrianna Biedrzynska : Rosa
- Gabriela Kownacka : Gertrude
- Daniel Emilfork : le recteur
- Jerzy Bonczak : Flament - Varlet
- Zofia Merle : la matronne
- Évelyne Dassas : l'aubergiste
- Christine Laurent : Marguerite
- Andrzej Szczepkowski : le cardinal Nenni
- Frédéric Leidgens : Battista Strozzi